# Attonda natha
Attonda natha är en fjärilsart som beskrevs av Swinhoe 1919. Attonda natha ingår i släktet Attonda och familjen nattflyn. Inga underarter finns listade i Catalogue of Life.